# Lulworth Castle
Lulworth Castle er et jagtslot opført i traditionel borgstil, der ligger syd for landsbyen Wool i East Lulworth, Dorset, England. Den er opført i 1600-tallet og er den ene af kun fem elisabethansk eller jacobeansk bygning af denne type.
Det er klassificeret som et Scheduled monument og listed building af første grad. Interiøret fra 1700-tallet, der var i adamstil, blev ødelagt ved en brand i 1929, og det er nu blevet restaureret til et museum. Bygningen står i Lulworth Park på Lulworth Estate. Parken og jordene omkring Lulworth Castle er listed af anden grad.